# Сондре Брунстад Фет
Сондре Брунстад Фет (норв. Sondre Brunstad Fet, нар. 17 січня 1997, Олесунн, Норвегія) — норвезький футболіст, півзахисник клубу «Буде-Глімт».

## Ігрова кар'єра
Сондре Фет починав грати у футбол у клубі аматорського рівня «Сіккілвен». Там його грою зацікавились професійні клуби і вже у 2013 році Фет приєднався до головної команди свого регіону - «Олесунн». В основі клубу Фет дебютував у серпні 2014 року. І за шість сезонів півзахисник встиг пограти з командою в Елітсерії, але за результатами сезону 2017 року «Олесунн» вилетів до Першого дивізіону.
У травні 2020 року Фет вирушив в оренду до клубу Елітсерії - «Буде-Глімт», де відіграв до осені. А по завершенні терміну оренди футболіст підписав з клубом повноцінний контракт до 2023 року.

## Досягнення
Буде-Глімт
 Чемпіон Норвегії: 2020, 2021, 2023